# Вильям Ратклиф (опера)
Вильям Ратклиф ― опера в трёх действиях, написанная русским композитором Цезарем Кюи в 1861―1868 годах.  
Премьера оперы состоялась 14 февраля 1869 года (по старому стилю) в Мариинском театре в Санкт-Петербурге под управлением Эдуарда Направника. Хотя опера была повторно поставлена в Москве в 1900 году под управлением Михаила Ипполитова-Иванова, она никогда не входила в стандартный оперный репертуара ни в России, ни на Западе. Тем не менее, «Вильям Ратклиф» имеет большое значение в истории русской художественной музыки не только потому, что он был первой поставленной на сцене оперой «Могучей кучки», но также благодаря своей музыке, отражавшей эксперименты пятёрки композиторов.

## Либретто
Либретто для оперы был предложен композитору Милием Балакиревым, который также, как и Николай Римский-Корсаков, написал музыку для некоторых отрывков из оперы. 
Либретто оперы было адаптацией Балакириева русского стихотворного перевода Василия Жуковского одноимённой трагедии Генриха Гейне с некоторыми дополнительными строфами Виктора Крылова, который также написал либретто для опер Кюи «Кавказский пленник» и «Сын мандарина». 
Действие происходит в Шотландии XVII века; оригинальное произведение Гейне посвящено Шотландии XIX века. 

## Персонажи
- Мак-Грегор, богатый шотландский лорд (бас)
- Мария, его дочь (сопрано)
- Маргарета, её кормилица (меццо-сопрано)
- Граф Дуглас, жених Марии (тенор)
- Вильям Ратклиф (баритон)
- Леслей, приятель Ратклифа (тенор)
- Робин, бродяга (бас)
- Том, бродяга (баритон)
- Бетси, слуга в таверне (сопрано)
- Слуги, гости на свадьбе, мошенники, грабители (хор)

## Сюжет
Сюжет оперы кровавый и в целом следует канонам немецкой «Schicksalsdrama» ― или «драмы судьбы» начала XIX века. Многие события действительно происходят до того, как поднимается занавес, и их приходится представлять в длинных повествованиях, оставляя действие на сцене в значительной степени статичным в течение большей части времени. Среди основных отклонений от оригинальной драмы Гейне ― свадебный хор в акте I и замена интимного эпизода «Отче наш» в сцене таверны Акта I сценой комического ансамбля. 
- События перед занавесом: В прошлые годы жена Мак-Грегора Бетти влюбилась в Эдварда Ратклифа, отца Вильяма. Когда Мак-Грегор убил Эдуарда из ревности, сама Бетти умерла от горя. Призраки Эдварда и Бетти преследуют Вильяма, который убивает первых двух молодых мужчин, с которыми была обручена дочь Мак-Грегора Мария.

Акт I, сцена 1. В замке Мак-Грегора Мария, которая на самом деле любит Вильяма, выходит замуж за Дугласа. Гости празднуют свадьбу. Мак-Грегор благословляет союз. Маргарет поёт зловещие слова из баллады про Эдварда Ратклифа: «Зачем твой меч в крови, Эдвард, Эдвард?». Это беспокоит Дугласа, и Мария пытается его успокоить. Он рассказывает о нападении на дороге со стороны разбойников. Мария теряет сознание, но вскоре выздоравливает. Дуглас продолжает рассказывать о таинственном человеке, который спас его. Мак-Грегор отсылает Марию и гостей в банкетный зал. Он рассказывает Дугласу о двух предыдущих женихах Марии. 
Акт I, сцена 2. Хор поёт хвалу молодожёнам. Друг Ратклифа Лесли объявляет о вызове Дугласа на дуэль. 
Акт II, сцена 1. Таверна. Гости развлекаются, высмеивая пьяного Робина. Лесли поёт веселую песню. Входит Ратклиф входит, люди засыпают. Он рассказывает Лесли о двух призраках, которые обнимают друг друга, об их общем детстве с Марией и о том, почему он убил ее двух её предыдущих женихов. У него начинаются галлюцинации, спящая таверна просыпается. Ратклиф и Лесли уходят, а гости снова ложатся спать. 
Акт II, сцена 2. Снаружи, у Черного камня, Ратклиф ждёт Дугласа. Когда Дуглас наконец приходит, он узнаёт в Ратклифе человека, который спас его от грабителей. Тем не менее дуэль должна состояться. Дуглас серьёзно ранит Ратклифа и уходит. Ратклиф, приходя в сознание, слышит, как над ним смеются ведьмы, и убегает посреди грома, молний и ветра. 
Акт III. В своей спальне Мария рассказывает Маргарете, как мил в детстве был Вильям и как ей снятся сны о том, что он ― призрак, тянущийся к ней. Она спрашивает о том, что случилось с её матерью, и Маргарета рассказывает о тех событиях. Несмотря на свою травму, входит Ратклиф, которого Маргарет ошибочно принимает за Эдварда. Мария льнёт к его ранам. Когда Маргарета снова затевает свою зловещую песню, Ратклиф сходит с ума и убивает Марию. Мак-Грегор, спеша на крики о помощи, входит в комнату, получая смертельный удар от Ратклифа, который выходит из комнаты и совершает самоубийство. Появляются два призрака и принимают друг друга в объятья. Входят Дуглас с гостями, становясь свидетелями трагедии. 